# طه عبدالکریم
طه عبدالکریم (عربی: طه عبد الكريم؛ زادهٔ ۱۱ دسامبر ۱۹۳۹) ورزشکار بوکس اهل عراق است. او در رقابت‌های بوکس بازی‌های المپیک تابستانی ۱۹۶۰ به نمایندگی از کشورش شرکت کرد.